# АЭС Дональд Кук
АЭС Дональд Кук (англ. Donald C. Cook Nuclear Generating Station) — действующая атомная электростанция на северо-востоке США.
Станция расположена на берегу озера Мичиган в округе Берриен штата Мичиган, в 75 милях на восток от Чикаго.
Названа в честь Дональда Кларенса Кука (1909—1981) — члена (1949—1953) и председателя (1952—1953) Комиссии по ценным бумагам и биржам США, ставшего позже президентом (1962—1971) и председателем (1971—1976) компании American Electric Power. АЭС принадлежит подразделению этой компании.
АЭС состоит из двух энергоблоков, на которых установлены реакторы с водой под давлением (PWR) фирмы Westinghouse мощностью 1077 МВт и 1133 МВт, введеные в эксплуатацию в 1975 и 1978 году соответственно.
30 августа 2005 года Комиссия по ядерному регулированию США (NRC) продлила действие лицензий на эксплуатацию обоих реакторов. С учётом продления, лицензия на эксплуатацию первого блока истекает в 2034 году, а второго энергоблока в 2037 году. Первоначально блоки были лицензированы на 40 лет от даты ввода в эксплуатацию.
На станции есть информационный центр, который был открыт для посетителей шесть дней в неделю. Однако после терактов 11 сентября центр открыт только для школьных групп по предварительному заказу. В центре посетителей представлена анимационная модель высотой 7,9 метров, демонстрирующая работу станции.

## Инциденты
В сентябре 1997 года оба реактора были остановлены примерно на три года, когда в результате инспекций NRC в инженерной области стало неясно, смогут ли аварийные системы охлаждения активной зоны выполнять свои функции в случае проектной аварии.
12 мая 2002 года энергоблок № 2 был автоматически остановлен из-за отказа обоих резервных источников постоянного тока в системе управления и КИПиА реактора. Из-за неадекватных мер по исправлению положения то же самое произошло 5 февраля 2003 года.
В 2003 году пожар в трансформаторе привел к автоматическому отключению первого энергоблока и попаданию охлаждающего масла в озеро Мичиган.
20 сентября 2008 года паровая турбина и генератор первого энергоблока были повреждены в результате сильной вибрации, вызванной поломкой лопаток цилиндра низкого давления. В генераторе энергоблока 1 произошла утечка водорода с последующим его возгоранием. Второй энергоблок продолжал работать на полную мощность.

## Информация об энергоблоках
| Энергоблок | Тип реакторов          | Мощность | Мощность | Начало строительства | Физпуск    | Подключение к сети | Ввод в эксплуатацию | Закрытие |
| Энергоблок | Тип реакторов          | Чистый   | Брутто   | Начало строительства | Физпуск    | Подключение к сети | Ввод в эксплуатацию | Закрытие |
| ---------- | ---------------------- | -------- | -------- | -------------------- | ---------- | ------------------ | ------------------- | -------- |
| Кук-1      | PWR, W (4-loop) ICECDN | 1045 МВт | 1100 МВт | 25.03.1969           | 18.01.1975 | 10.02.1975         | 28.08.1975          | —        |
| Кук-2      | PWR, W (4-loop) ICECDN | 1107 МВт | 1151 МВт | 25.03.1969           | 10.03.1978 | 22.03.1978         | 01.07.1978          | —        |